# Blood Mantra
Blood Mantra — шостий альбом дез-метал колективу Decapitated. Виданий у Польщі лейблом Mystic Production 22 вересня 2014-го, а невдовзі лейблом Nuclear Blast й у решті світу. Цей диск є дебютом у складі колективу Павла Пасека і Міхала Лисейко. Дизайн обкладинки Лукаша Яшека, презентація відбулася на концерті у Бидгощі.

## Загальна інформація

### Список пісень
| #     | Назва                                                                                     | Тривалість |
| ----- | ----------------------------------------------------------------------------------------- | ---------- |
| 1.    | «Exiled in Flesh»                                                                         | 4:05       |
| 2.    | «The Blasphemous Psalm to the Dummy God Creation» (реліз синглом відбувся 12 серпня 2014) | 2:42       |
| 3.    | «Veins»                                                                                   | 5:04       |
| 4.    | «Blood Mantra»                                                                            | 5:05       |
| 5.    | «Nest»                                                                                    | 6:25       |
| 6.    | «Instinct»                                                                                | 5:49       |
| 7.    | «Blindness»                                                                               | 7:37       |
| 8.    | «Red Sun»                                                                                 | 3:01       |
| 9.    | «Moth Defect» (діджіпак бонус трек)                                                       | 6:21       |
| 46:09 |                                                                                           |            |

## Склад гурту на момент запису
- Вацлав Келтика — музика, гітара
- Павел Пасек — бас
- Рафал Петровськи — лірика, вокал
- Міхал Лисейко — ударні